# Блэйкли, Сьюзан
Сьюзан Блэйкли (англ. Susan Blakely, род. 7 сентября 1948) — американская актриса, лауреат премии «Золотой глобус» в 1977 году, а также двукратный номинант на «Эмми».

## Ранние годы
Сьюзан Блэйкли родилась во Франкфурте, Германия в семье учителя и армейского офицера. В конце шестидесятых она начала карьеру фотомодели и однажды ей был предложен контракт на год с Ford Models в Нью-Йорке. В конечном счете в начале семидесятых она стала одной из самых высокооплачиваемых моделей, а затем Блэйкли переквалифицировалась в актрису.

## Карьера
Блэйкли дебютировала на экране с небольшой ролью в картине «Встреча двух сердец», а после снялась в фильме-катастрофе «Ад в поднебесье». Она получила хорошие отзывы от критиков благодаря участию в фильмах «Доклад для следователя», «Лорды из Флэтбуша» и «Капоне». После она добилась большего признания за работу в мини-сериале «Богач, бедняк» и его продолжении, которые принесли ей премию «Золотой глобус» и две номинации на «Эмми». Она получила ещё одну номинацию на «Золотой глобус» за исполнение роли Фрэнсис Фармер в фильме «Наступит ли когда-нибудь утро?» в 1984 году. Между тем она сыграла главную женскую роль в фильме 1979 года «Аэропорт-79: «Конкорд»», который провалился в прокате и получил отрицательные отзывы от критиков.
В последующие годы у Блэйкли были заметные роли в фильмах «Изо всех сил», «Убийство в женском клубе» и «Моя мама — оборотень». На телевидении она появилась в сериалах «Отель» и «Фэлкон Крест». В последние годы она в основном периодически появлялась на экранах в таких сериалах как «Братья и сёстры», «Саутленд» и «Город хищниц».

## Личная жизнь
Сьюзан Блэйкли была замужем дважды. У неё нет детей.

## Избранная фильмография
| Год       |    | Русское название                | Оригинальное название           | Роль                  |
| --------- | -- | ------------------------------- | ------------------------------- | --------------------- |
| 1973      | ф  | Встреча двух сердец             | The Way We Were                 | Джудианн              |
| 1974      | ф  | Лорды из Флэтбуша               | The Lord’s of Flatbush          | Джейн Брэдшоу         |
| 1974      | ф  | Ад в поднебесье                 | The Towering Inferno            | Пэтти                 |
| 1975      | ф  | Доклад для следователя          | Report to the Commissioner      | Пэтти Батлер          |
| 1975      | ф  | Капоне                          | Capone                          | Айрис Кроуфорд        |
| 1976      | с  | Богач, бедняк                   | Rich Man, Poor Man              | Джули Прескотт        |
| 1979      | ф  | Аэропорт-79: «Конкорд»          | The Concorde: Airport ’79       | Мэгги Уилан           |
| 1981      | тф | Бункер                          | The Bunker                      | Ева Браун             |
| 1983      | тф | Наступит ли когда-нибудь утро?  | Will There Really Be a Morning? | Фрэнсис Фармер        |
| 1985—1987 | с  | Отель                           | Hotel                           | разные персонажи      |
| 1986      | тф | Кровь и орхидеи                 | Blood & Orchids                 | Мари Фаррелл          |
| 1986      | тф | История Теда Кеннеди-младшего   | The Ted Kennedy Jr. Story       | Джоан Кеннеди         |
| 1987      | ф  | Изо всех сил                    | Over the Top                    | Кристина Хоук         |
| 1987      | ф  | Джек Тиллмен: Выживший          | The Survivalist                 | Линда Райан           |
| 1988      | тф | Падший ангел                    | Broken Angel                    | Кэтрин Коберн         |
| 1988      | тф | Апрельское утро                 | April Morning                   | Сара Купер            |
| 1988      | тф | Убийство в женском клубе        | Ladykillers                     | Лайла Корбетт         |
| 1989      | ф  | Задумай маленькую мечту         | Dream a Little Dream            | Черри Даймонд         |
| 1989      | ф  | Моя мама — оборотень            | My Mom’s a Werewolf             | Лесли Шейбер          |
| 1989—1994 | с  | Она написала убийство           | Murder, She Wrote               | разные персонажи      |
| 1990      | с  | Фэлкон Крест                    | Falcon Crest                    | Энн Боуэн             |
| 1991      | тф | И море раскроет тайну           | And the Sea Will Tell           | Гейл Бульози          |
| 1991      | тф | Дикий цветок                    | Wildflower                      | Ада Гатри             |
| 1992      | с  | Пришельцы                       | Intruders                       | Ли Холланд            |
| 1993      | ф  | Русская рулетка                 | Russian Holiday                 | Сьюзан Деннисон       |
| 1998      | с  | Седьмое небо                    | 7th Heaven                      | Элизабет Браун        |
| 2000      | ф  | Исполнение приказа              | Chain of Command                | Мег Денфорт           |
| 2000      | ф  | Идеальная няня                  | The Perfect Nanny               | доктор Джулия Брунинг |
| 2001      | ф  | Точка падения                   | Crash Point Zero                | Барбара Эсмонд        |
| 2005      | ф  | Преступление на почве ненависти | Hate Crime                      | Марта Бойд            |
| 2005      | тф | Соседка                         | The Perfect Neighbor            | Джинни Костиган       |
| 2007      | тф | Гризли Парк                     | Grizzly Park                    | несчастная туристка   |
| 2008      | с  | Два с половиной человека        | Two and a Half Men              | Энджи                 |
| 2009—2011 | с  | Саутленд                        | Southland                       | Линда Шерман          |
| 2010      | с  | Братья и сёстры                 | Brothers & Sisters              | Селия Кармартин       |
| 2012      | с  | Город хищниц                    | Cougar Town                     | Бетси                 |
| 2017      | с  | Морская полиция: Спецотдел      | NCIS                            | доктор Каденс Дарвин  |
| 2017      | с  | Чокнутая бывшая                 | Crazy Ex-Girlfriend             | Джиджи Плимптон       |
| 2017—2018 | с  | Это мы                          | This Is Us                      | Энн                   |